# José Giner Bleda
José Giner Bleda, "Giner" (Ollería, provincia de Valencia, España, 7 de noviembre de 1931 - Málaga, España, 30 de abril de 2012). Fue un jugador de fútbol español. 

## Trayectoria
Formó parte de la plantilla del C. D. Alcoyano en la temporada 1952-53 (2.ª División, Grupo II de la Liga española), en la posición habitual de extremo izquierdo, procedente del Onteniente C. F. En 1953, al estar prestando el servicio militar en territorio del Protectorado español de Marruecos, fue fichado por el Atlético de Tetuán hasta la temporada de 1955-56. 
Es en este último año, tras la independencia marroquí, cuando se incorpora a las filas del recién fundado Club Atlético de Ceuta, jugando en el equipo hasta la finalización de la competición liguera de 1962-63. Fue en aquella ciudad un delantero altamente estimado por los aficionados al balompié, dada su habilidad goleadora.
Tras retirarse como futbolista profesional, pasó a ser entrenador de la Sociedad Deportiva Unión África Ceutí y del C.D. O'Donell, entre 1963 y 1965. Falleció en Málaga (España), el 30 de abril de 2012, a consecuencia de un tumor cerebral.